# Estoloides venezuelensis
Estoloides venezuelensis là một loài bọ cánh cứng trong họ Cerambycidae.